# 1935年葡萄牙总统选举
1935年2月17日，葡萄牙举行总统选举。奥斯卡·卡尔莫纳在没有竞争对手的情况下再次当选。

## 结果
| 候选人          | 票数    | %    |
| --------------- | ------- | ---- |
| 奥斯卡·卡尔莫纳 | 653,754 | 100  |
| 空白票和无效票  |         | –    |
| 总计            | 653,754 | 100  |
| 投票率          | 775,580 | 84.3 |
| 来源：          |         |      |